# Mohamad Fityan
Mohamad Fityan (Aleppo, 1º agosto 1984) è un musicista e compositore siriano noto per la sua padronanza degli strumenti ney e kawala.

## Biografia
Fityan ha studiato con Mohamad Kassas e Berj Kassis e si è diplomato presso l'Istituto Superiore di Musica di Damasco, nel 2010.
Ha suonato come solista in molti paesi del mondo con diverse orchestre e band internazionali, tra cui Syrian National Orchestra, Syrian Jazz Big Band Orchestra, Berliner Symphoniker, Brussels Jazz Orchestra, Bayerische Philharmonie, Fanfare du Loup Orchestra, Codarts & Royal Conservatory Big Band, Sarband Ensemble ed altre. Durante la sua carriera ha tenuto concerti in Europa, Asia, Nord Africa, Medio Oriente ed Emirati Arabi Uniti.
Fityan ha anche partecipato a diverse colonne sonore per serial e film.
Nel 2014 è fuggito dalla guerra civile nella sua terra natale, la Siria, trasferendosi a Berlino, dove ha trovato un posto sicuro in cui vivere e continuare la sua carriera di musicista. Da allora ha lavorato con molti musicisti tedeschi, il che, tra l'altro, l'ha portato alla costituzione della sua band "Fityan", nel 2016. Il loro primo EP Oriental Space è stato registrato in Germania.
Oltre ad essere compositore e musicista, Fityan ha anche una vasta esperienza come insegnante di musica. Ha insegnato in vari istituti in Siria, tra cui l'Istituto per la Musica Solhi al-Wadi, la siriano-olandese "Music in me" sostenuta da UNRWA e UNICEF SOS Village. In Germania insegna alla Oriental Music Summer Academy e, ha anche fondato nel 2018 la "Fityan Academy", un'accademia online per ney e kawala.

## Premi e riconoscimenti
- Premio Miglior Suonatore di ney (Best Nay Player Award), concorso dedicato ai giovani musicisti siriani, in Siria (2002).
- Premio Miglio Direttore (Best Conductor Award), concorso dedicato ai giovani musicisti siriani, in Siria (2003).
- Il primo suonatore di Nay ad aver suonato come solista al concerto di lancio della Syrian Jazz Big Band Orchestra nel Castello di Damasco (2005).
- Invito speciale dell'ufficio di H.H. Sheikh Mohammed bin Rashid Al Maktoum, Primo Ministro degli Emirati Arabi Uniti, a esibirsi alla cerimonia di apertura della Dubai World Cup Horse Race del 2015.